# 五色園
座標: 北緯35度9分22.4秒 東経137度4分6.5秒 / 北緯35.156222度 東経137.068472度
五色園（ごしきえん）は、愛知県日進市岩藤町にある日本で唯一の宗教公園。
公園内には、浄土真宗系単立寺院の大安寺（山号：五色山）がある。

## 概要
1934年（昭和9年）に、森夢幻（後の大安寺初代管主）が尾張丘陵内の約20万坪を買い取り、多くの人の助力とともに大宗教公園として整備したものである。1973年（昭和48年）6月に「宗教法人五色山大安寺」として許可された。園内には、親鸞や法然、蓮如等の生涯や教えを視覚的に感知させることを目的とした塑像が多数配されているほか、大安寺本堂や五色園墓地、宿坊などがある。
なお塑像の作者は、コンクリート像作家として知られる浅野祥雲である。

## ギャラリー

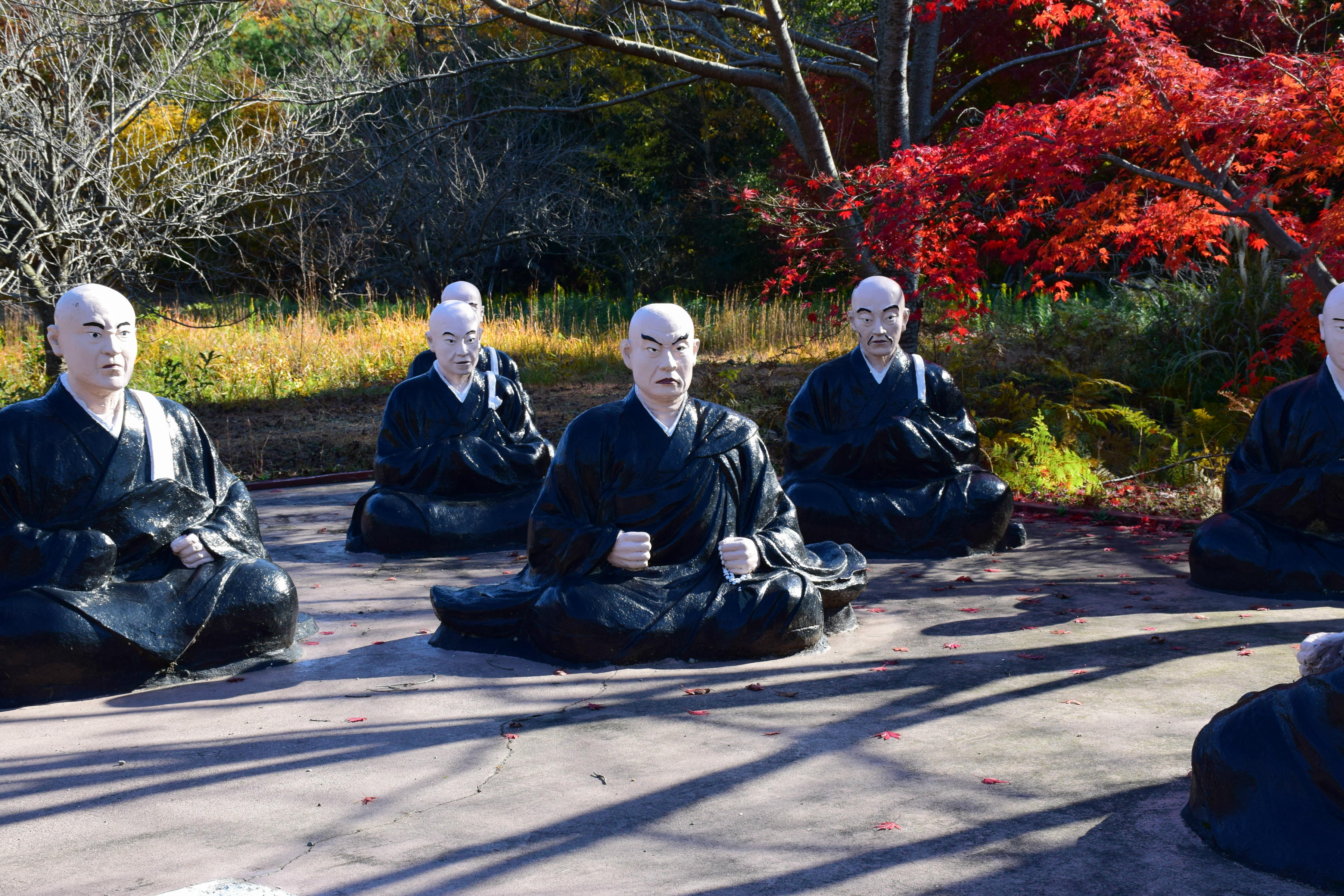
五色園内の塑像
森夢幻の像
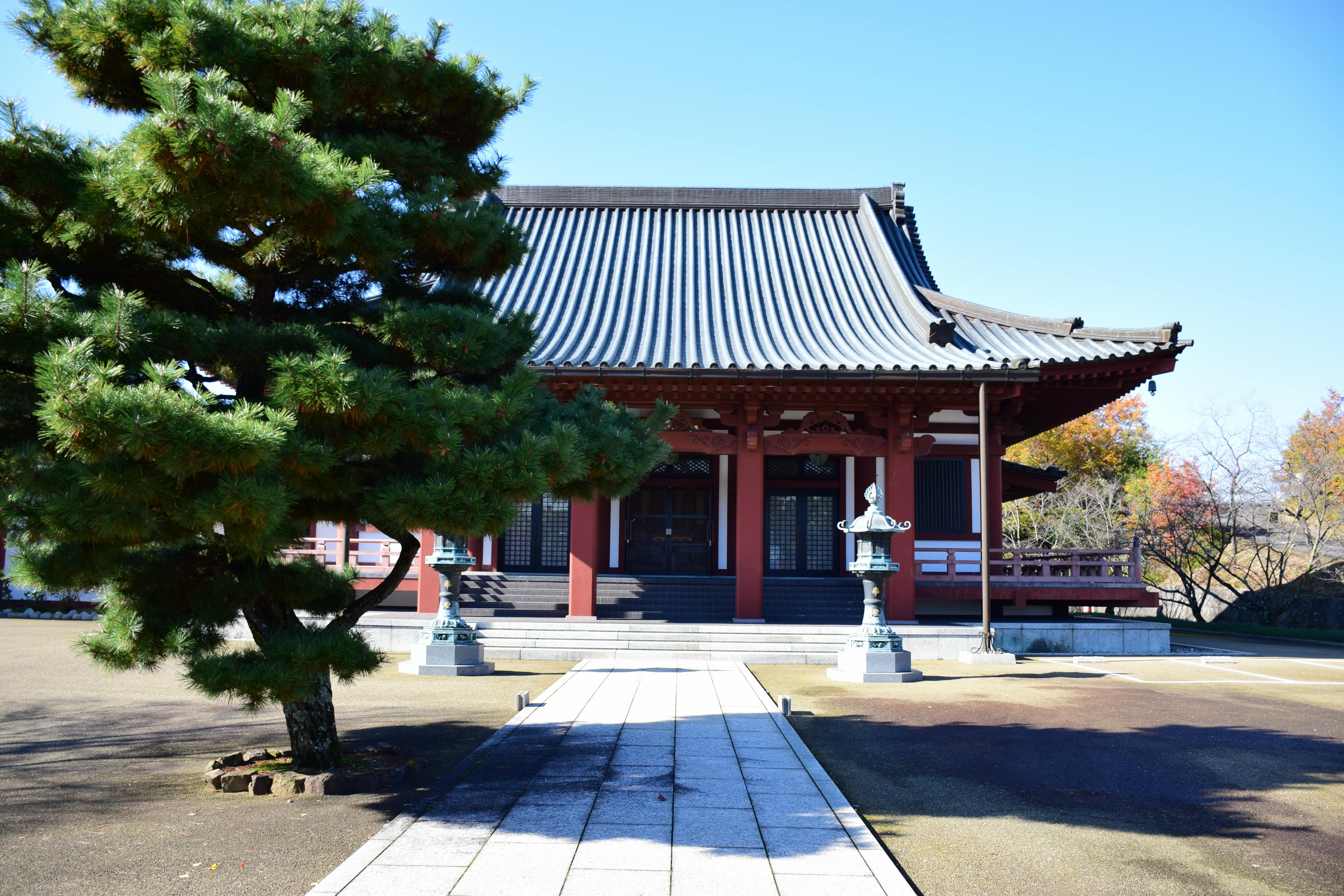
大安寺本堂
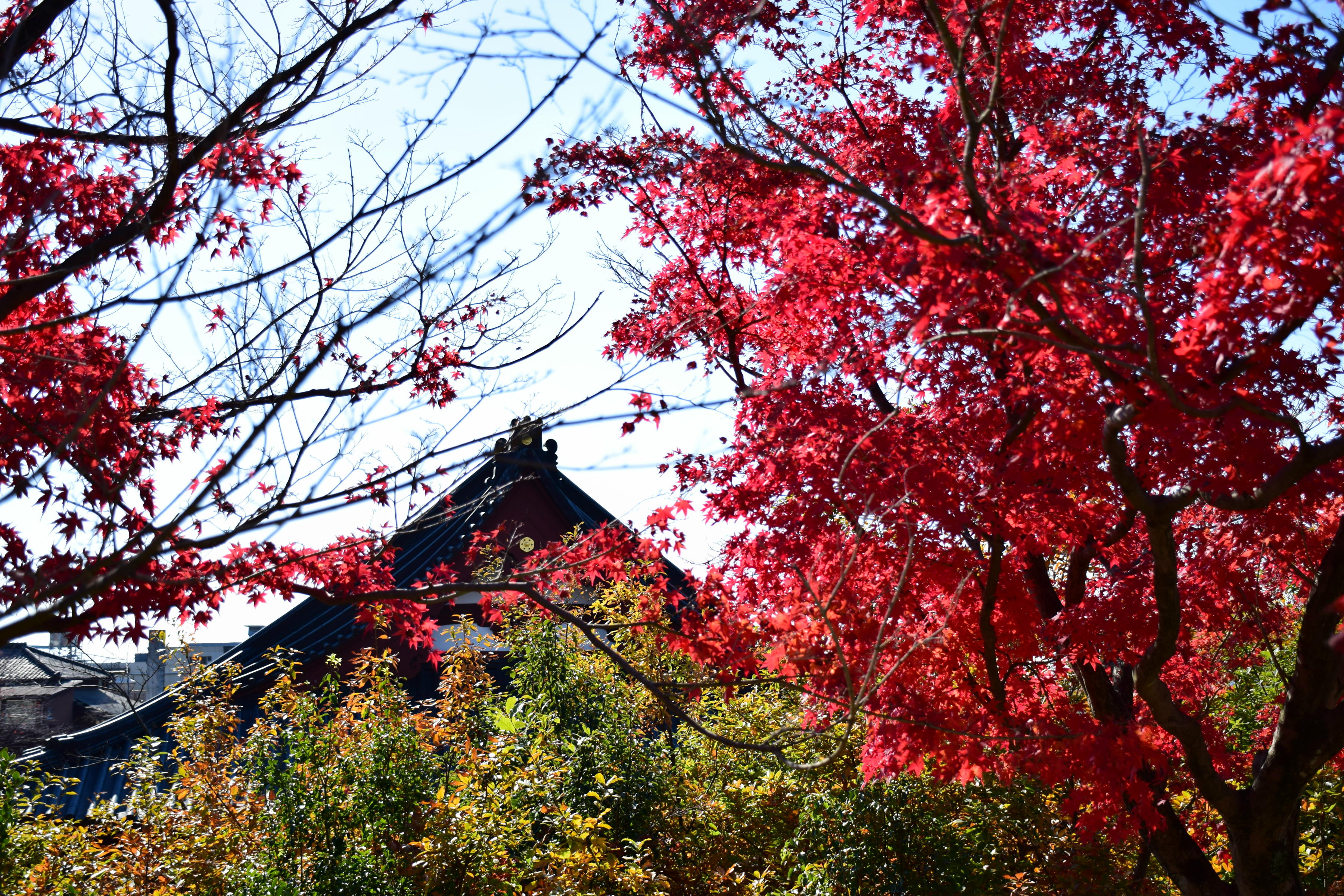
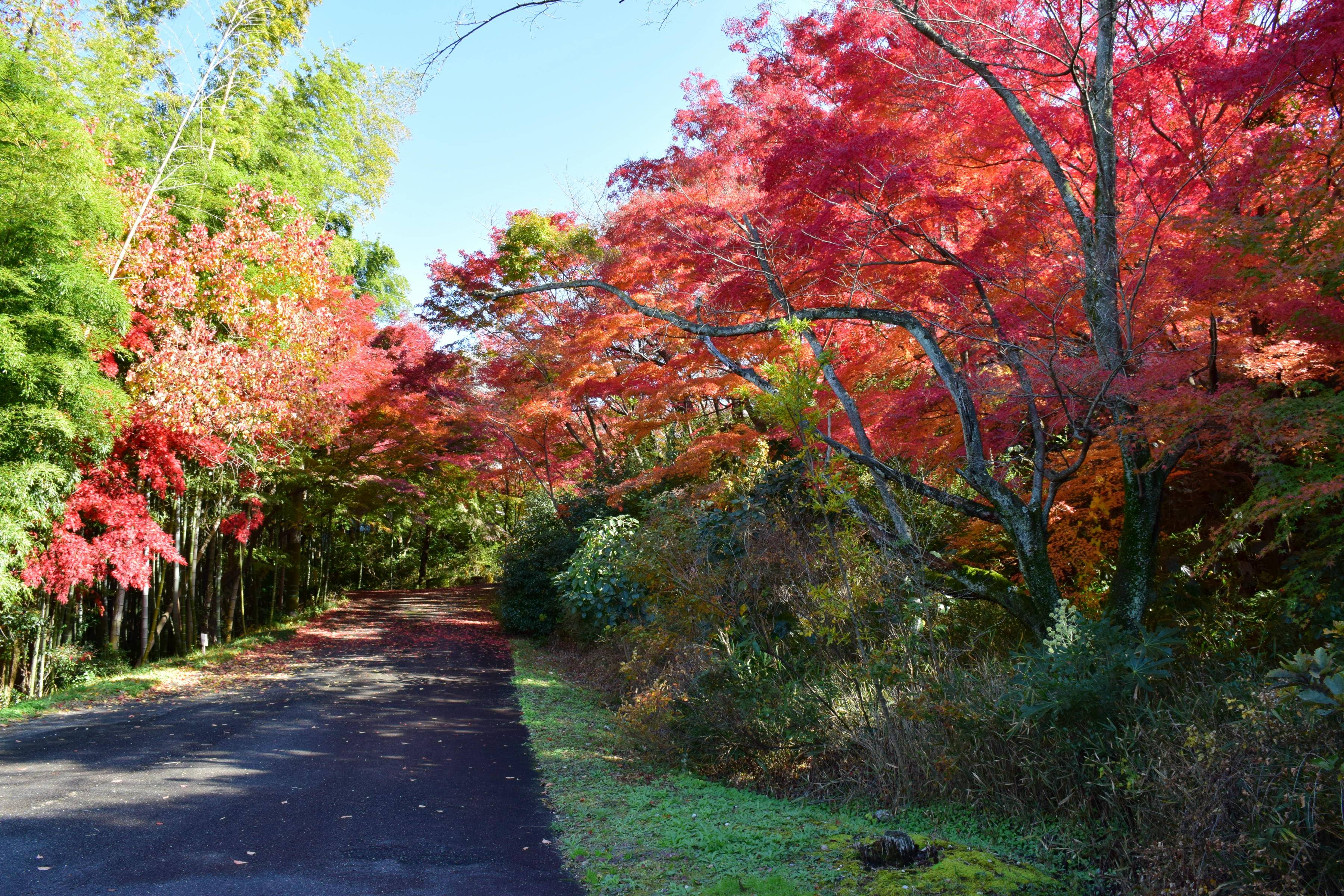
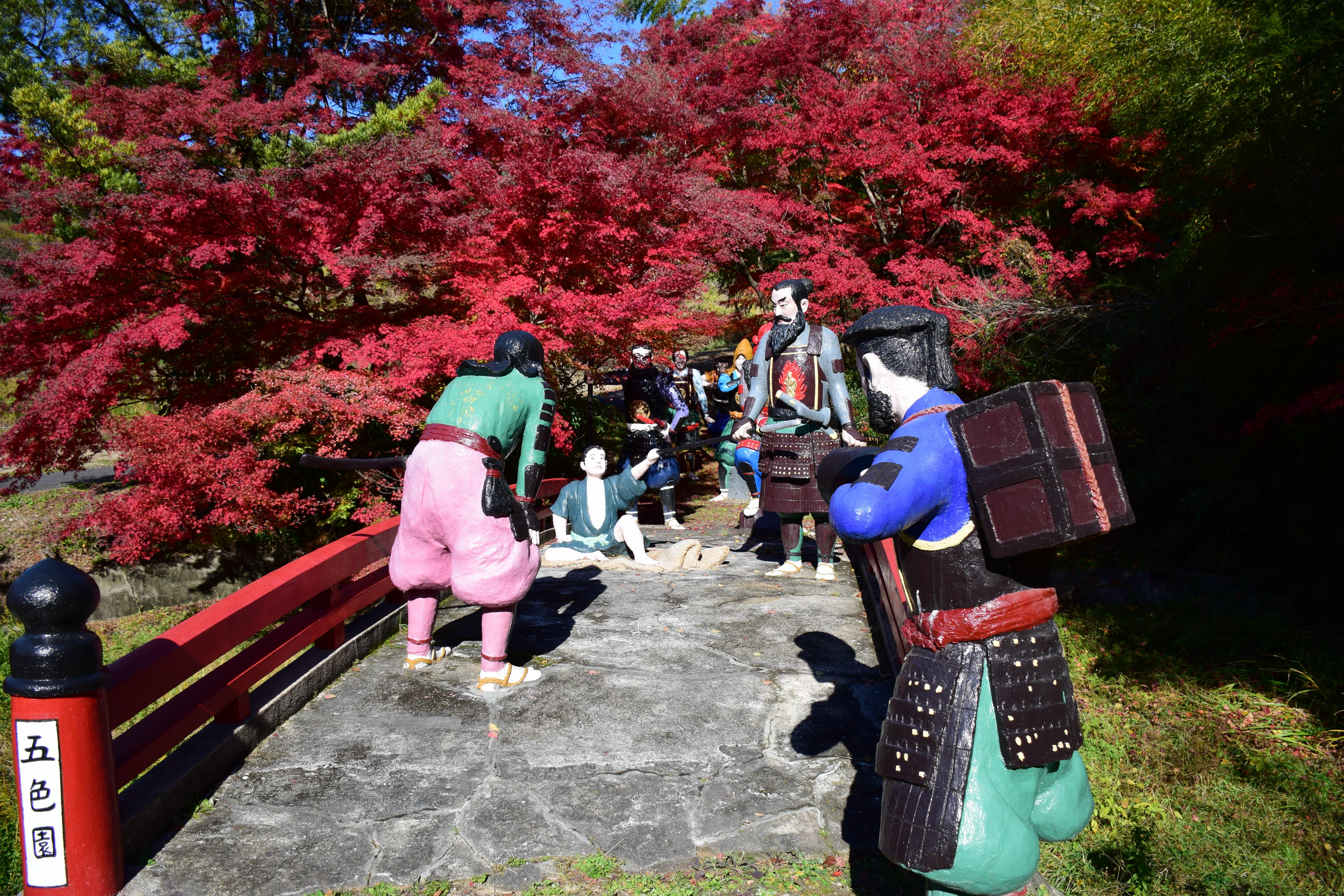
日吉丸矢作橋出世の緒
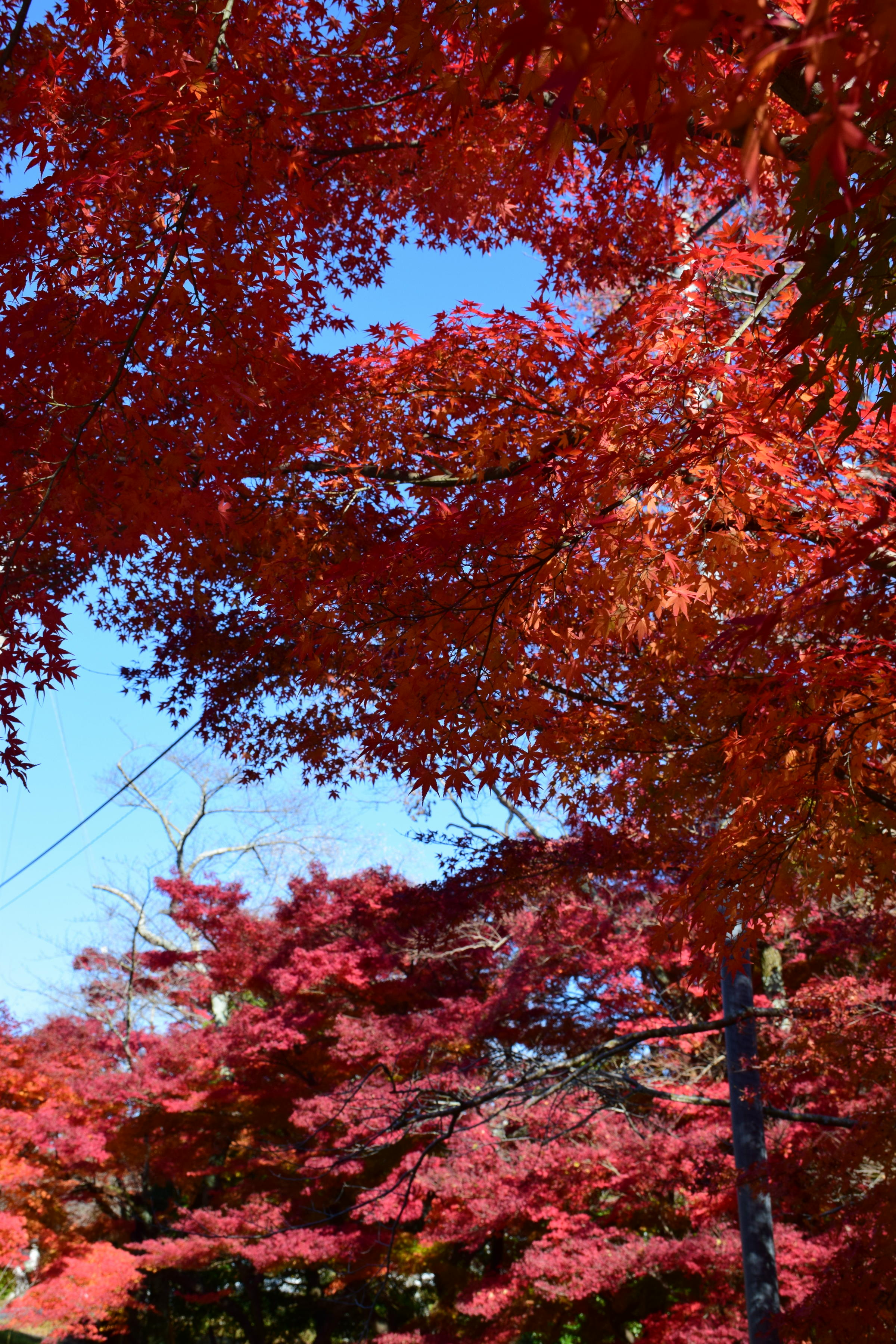
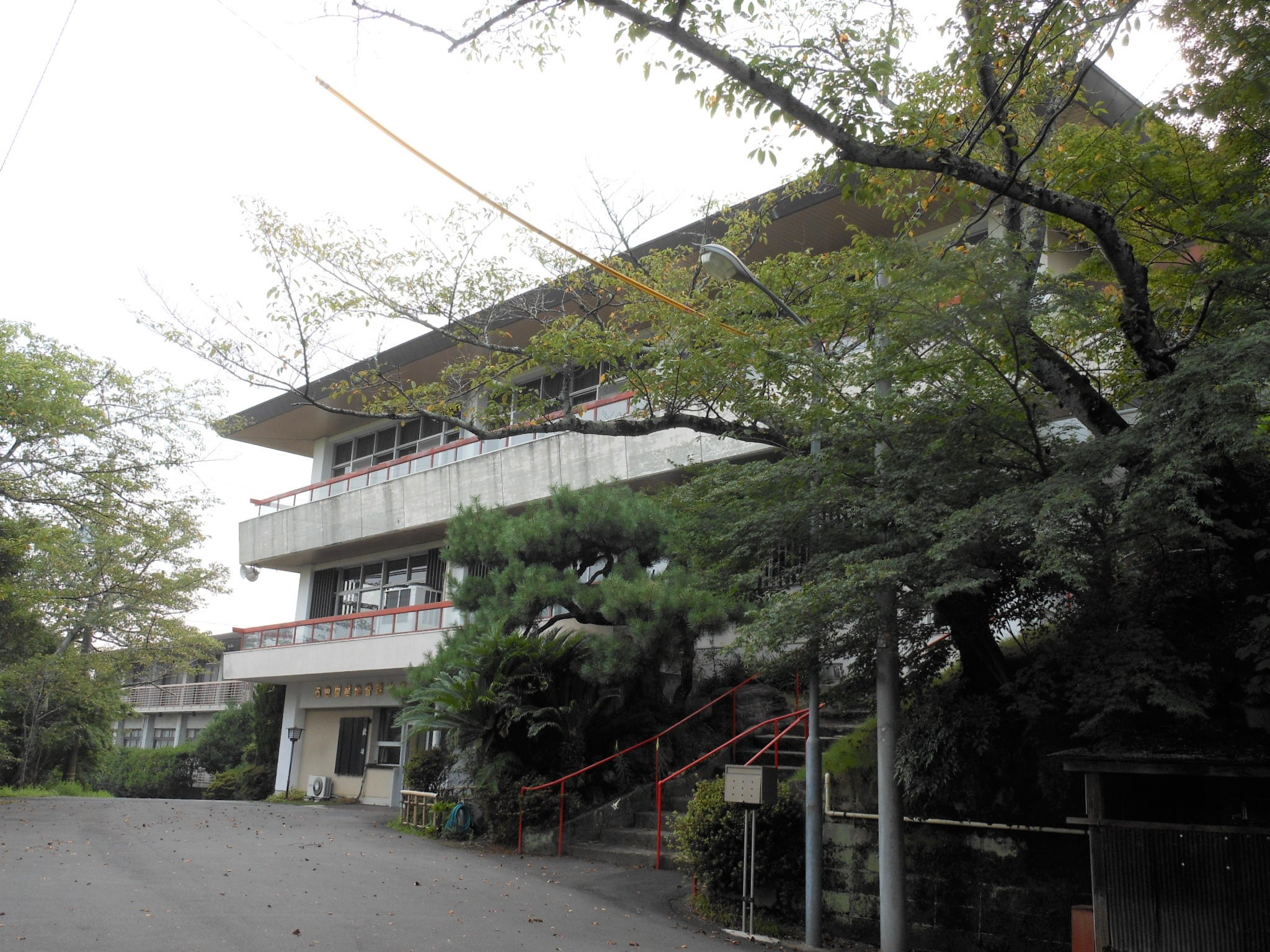
宿坊・寺務所

## アクセス
- 名鉄バス・日進市くるりんばす「五色園」バス停留所下車。

## 地名としての五色園
公園の周辺に広がる分譲住宅地で、現行行政地名としては五色園一丁目から四丁目が存在する。郵便番号は470-0105（集配局：日進郵便局）。

### 概要
日進市北部に位置し、岩藤町・北新町・藤島町に接する。地内を愛知用水が通る。

### 世帯数と人口
2020年（令和2年）7月1日現在の世帯数と人口は以下の通りである。
| 町丁   | 世帯数    | 人口    |
| ------ | --------- | ------- |
| 五色園 | 1,575世帯 | 3,940人 |

### 学区
| 字・番地等 | 小学校               | 中学校               | 高等学校 |
| ---------- | -------------------- | -------------------- | -------- |
| 全域       | 日進市立相野山小学校 | 日進市立日進東中学校 | 尾張学区 |

### 歴史
- 1990年（平成2年）9月1日 - 日進町大字岩藤新田（字一ノ廻間）・北新田（字東相野山・惣助西）の各一部より、同町五色園一〜四丁目が成立[2]。
- 1994年（平成6年）10月1日 - 市制施行に伴い、日進市五色園となる[7]。

※ なお公園自体の所在地は、上述の通り岩藤町である。

### 施設
- ハイランド白山幼稚園